# 林華昌
林華昌（？—？），福建泉州府晉江縣人，清朝政治人物。

## 生平
林華昌是康熙十一年（1672年）壬子科舉人。任漳州府儒學教授，康熙四十三年（1704年）調臺灣府儒學教授，康熙四十八年（1709年）陞江蘇常熟縣知縣。